# 电视机

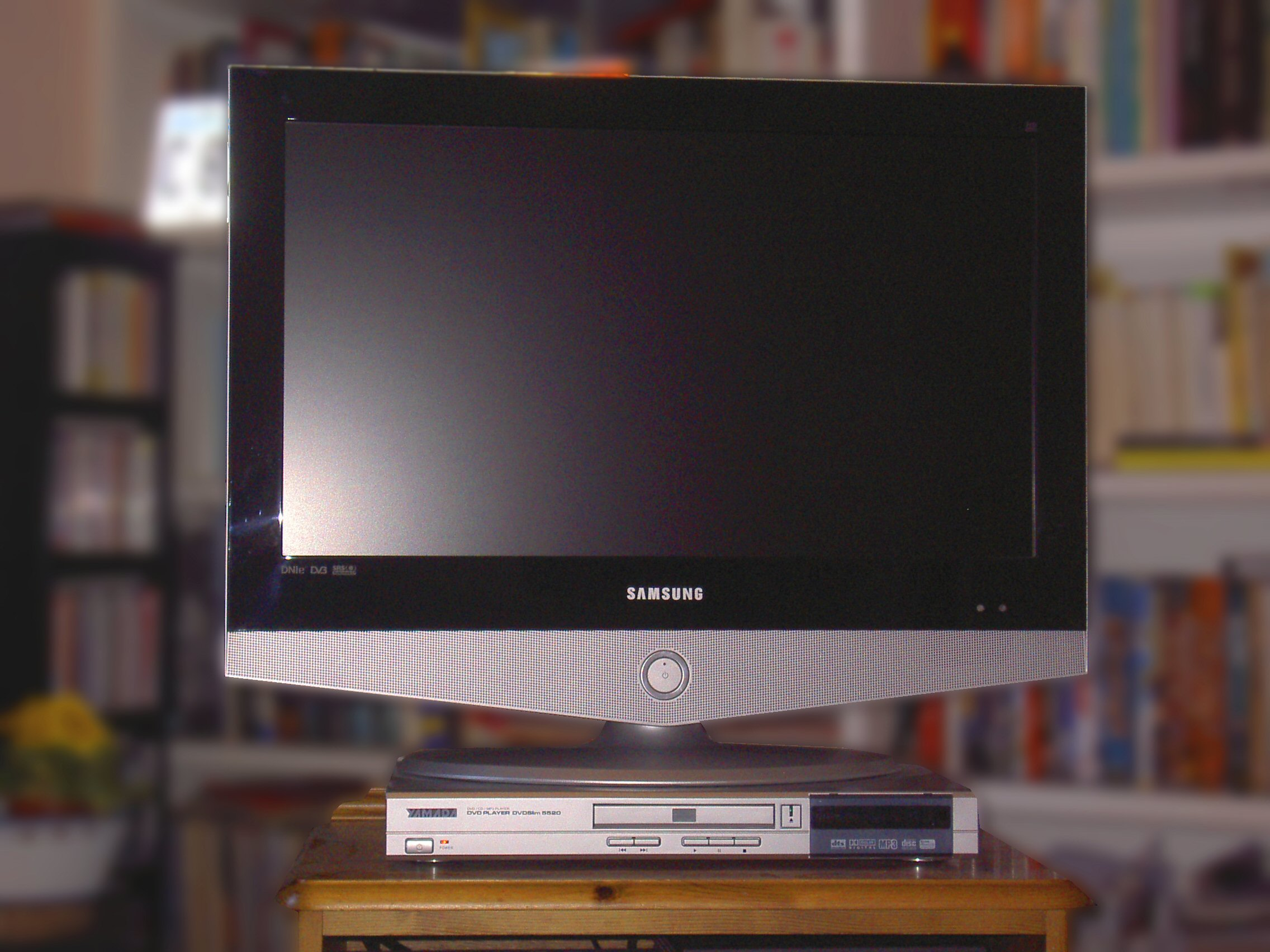
电视机

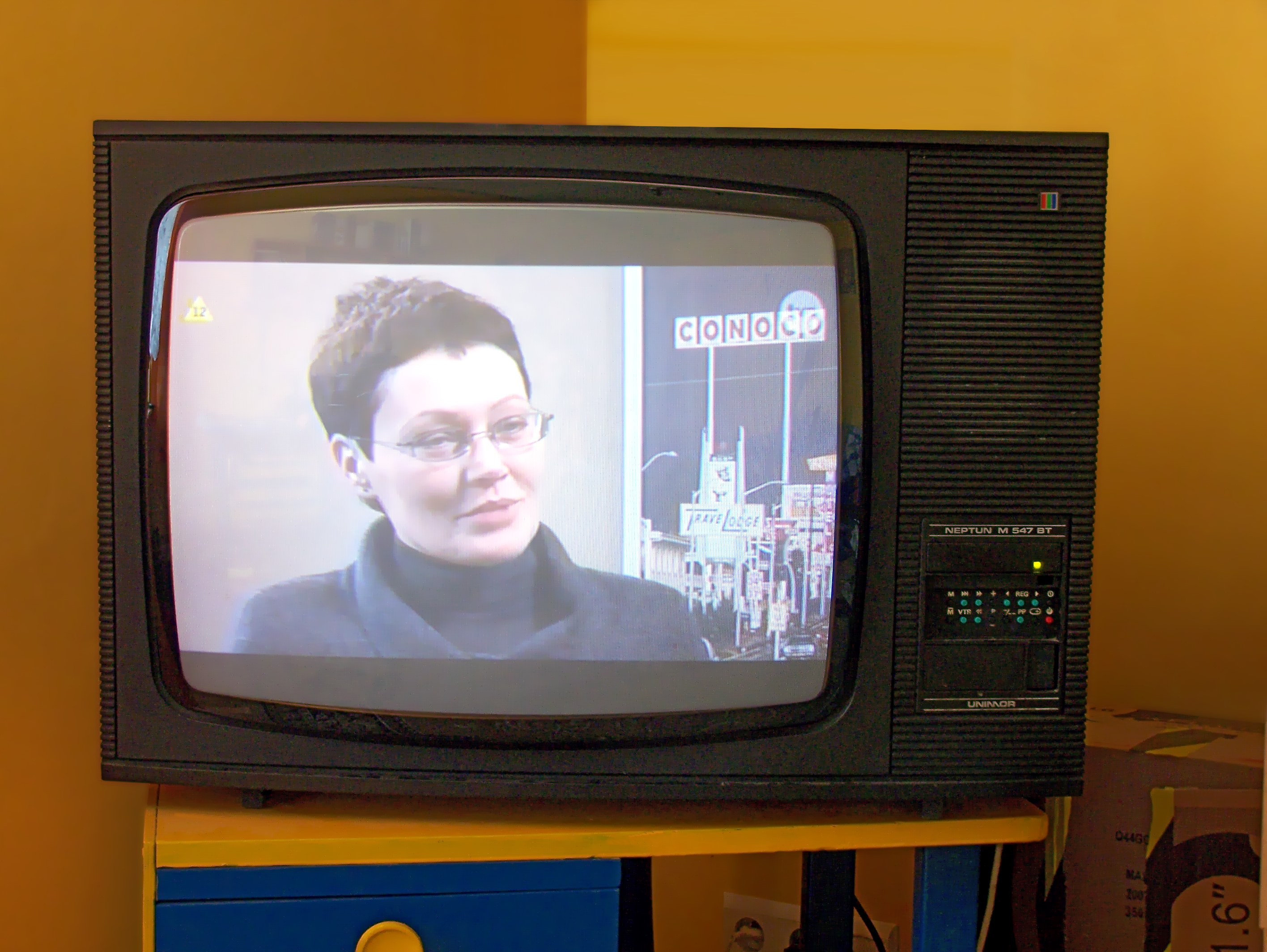
早期彩色显象管电视机

电子扫描电视机（英语：Electronic scanning television set），也簡單地稱為扫描电视机（英语：scanning television set），电子电视机（英语：electronic television set），扫描电视（英语：scanning television），电子电视（英语：electronic television），电视机（英语：television set）或电视（英语：television，TV），是指可以接收并还原电子訊号为动态影像和声音的装置，即可以播放電視的裝置，它是家用电器的一種。早期的電視機以晶體管電視機為主，現已被液晶電視所替代。

## 历史
德国科学家保罗·高特列本·尼普可夫早在1884年就提出并申请了世界上第一个机械式电视系统的专利，当时他只有23岁，还在德国读大学。经过研究他发现，如果把影像分成单个像点，就极有可能把人或景物的影像传送到远方。不久，一台叫作“电视望远镜”的仪器问世了。这是一种光电机械扫描圆盘，它看上去笨头笨脑的，但极富独创性。在他的专利申请书的第一页这样写道：“这里所述的仪器能使处于A地的物体，在任何一个B地被看到。”一年后，专利被批准了。这个专利中的尼普可夫圆盘据认为也是世界上第一个电视畫面愛光栅（television image rasterizer）。可是直到1907年，放大管技术的进步才证明他的这个系统的可行性。
1897年，德国物理学家布劳恩发明了一种带荧光屏的阴极射线管。当电子束撞击时，螢幕上会发出亮光。当时布劳恩的助手曾提出用映像管做电视的显示器，固执的布劳恩却认为这是不可能的。
康斯坦丁·波斯基（Constantin Perskyi）在向1900年巴黎世博会提交的一篇论文中造出了television一词。波斯基的论文评估了机电技术的在当时的状况，并提到了尼普科夫等人的贡献。
1907年至1910年，波瑞斯·罗星（Boris Rosing）和他的学生弗拉基米爾·佐利金（Vladimir Zworykin）验证了在发射机中用快速转动的镜面扫描装置和在接收机中使用阴极射线管（cathode ray tube）的电视系统。
1911年，工程师艾伦·坎贝尔·斯文顿（Alan Archibald Campbell-Swinton）在伦敦发表演讲，同时在时代杂志中也被报道，描述了如何在发送端和接收端同时使用阴极射线管传输电视信号的细节。在演讲中，他还补充了在1908年撰写的杂志文章自然杂志中第一次描述的电子电视传送方法，这种传送方法沿用至今。其他人在当时也完成了使用阴极射线管作为接收机的实验，但是使用另外一个阴极射线管作为发送端的概念尚属首创。在19世纪20年代末，当机械电视还在普遍使用的时候，发明家菲尔·法恩斯沃斯和弗拉迪米尔·斯福罗金分别已经在研究全电子传输管的工作中。
俄裔美国科学家弗拉基米爾·佐利金(Vladimir Zworykin)（兹沃雷金），开辟了电子电视的时代。弗拉基米尔·佐利金（兹沃雷金）原是俄国圣彼德堡技术研所的电气工程师。早在1912年，他就开始研究电子摄像技术。1919年兹沃雷金移民美国，后在威斯汀豪森电气公司工作。
1923年，苏格兰发明家约翰·洛吉·贝尔德（John Logie Baird）經過研究，成功在電視機上顯示影像。
俄裔美国科学家弗拉基米爾·佐利金(Vladimir Zworykin)（兹沃雷金）同时也在实验阴极射线管来产生和显示影像。1923年在西屋电气公司(Westinghouse Electric Corporation 1886)工作期间，他研制了电子摄像管。但是在1925年的演示过程中，图像模糊不清，对比度很低，分辨率差，而且图像是静止的。之後在1931年，兹沃雷金终于制造出了摄像机显像管，成功使电视摄像与显像方式电子化。
第一个半机械式模拟电视系统在1925年10月2日被苏格兰人约翰·洛吉·贝尔德(John Logie Baird)在伦敦的一次实验中“扫描”出木偶的图像看作是电视诞生的标志，他被称做“电视之父”。后来，他的这个系统被英国广播公司(BBC)所采用。后在1937年，英国广播公司(BBC)终止使用这种技术。因为在那时电子式电视系统更受欢迎。
决定性的解决方案—电视的基本原理基于在整个扫描周期内持续释放的电子流堆积和次要电子的储存的原理上—由匈牙利发明家Kálmán Tihanyi首次发现于1926年，1928年完善了该技术。

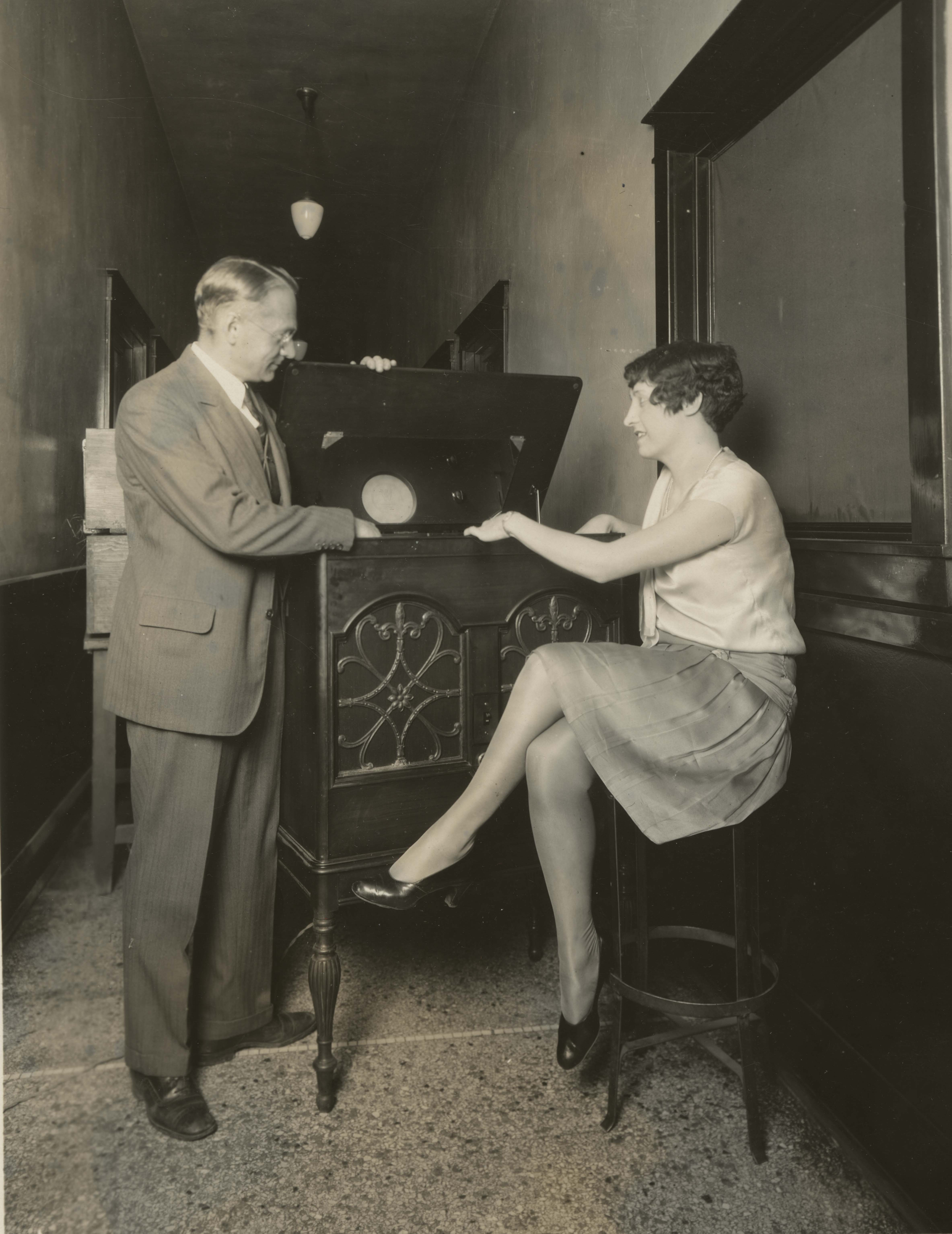
佐利金電子電視(1929)

在1927年12月7日，菲尔·法恩斯沃斯(Philo Farnsworth)在他的圣弗朗西斯科格林大街202号的实验室里，首次使用影像解剖(Image Dissector)摄影管传送了第一个图像：一条简单的直线。1928年，法恩斯沃斯研制了一套完整的系统给媒体进行演示，由电视传送一个动画图像影片。而後來此系統也被優化。
1928年，“第五届德国广播博览会”在柏林开幕。展会中电视第一次作为公开产品展出。有线的机械电视传播信号的距离和范围非常有限，图像也相当粗糙，无法显示精细的画面。机械电视的这一缺陷导致这种技术被淘汰。
1929年，英国广播公司（BBC）允许贝尔德公司开展公共电视广播业务。30年代以后，贝尔德又转向了彩色电视的研究。经过不断地改进设备提高技术，贝尔德研制的电视效果越来越好，引起了极大的轰动。后来成立了“贝尔德电视发展公司”。随着技术和设备的不断改进，贝尔德电视的传送距离有了较大的改进。
1933年俄裔美国科学家弗拉基米爾·佐利金(Vladimir Zworykin)（兹沃雷金）又研制成功可供电视摄像用的摄像管和显像管。完成了使电视摄像与显像完全电子化的过程，至此，现代电视系统基本成型。今天电视摄影机和电视接收的成像原理与器具，就是根据他的发明改进而来。
1934年8月25日法恩斯沃斯在宾夕法尼亚州费城的富兰克林学会首次给全世界演示一套完整的全电子电视系统。不幸的是，他的摄像机需要很强的光线，所以他的工作被迫中断。
隨後電視技術進步，1936年柏林奥运会期间，每天用电视播出长达8小时的比赛实况，共有16万多人通过电视观看了奥运会。
1939年，英国大约有 2万个家庭拥有电视机，美国无线电公司的电视也在纽约世博览会上首次露面，开始第一次固定的电视节目演播。二战的爆发使得刚发展起来的电视的发展停滞了10年。战争结束后，电视工业又蓬勃发展起来，电视也迅速流行和發展起来。
德国科学家卡罗鲁斯也在电视研制做出了成就。1942年，卡罗鲁斯小组(包括两名科学家，一名机械师和一名木工)，造出一台设备，畫面效果比贝尔德的电视要清晰许多。但从未进行过公开展示，因而他们的发明鲜为人知。
1956年，金斯伯格和安德逊设计的Modoll VRllo录像机的问世，使电視技术前进了一大步。这满足了那些希望目睹现场情景的观众的需要，而且它還能重放。
1972年，日本索尼公司推出一种3／4英寸大的盒式磁带，根本上改变了电视节目的制方法。是世界上第一个专业彩色录像放映系统索使用的盒式磁带。
2020年末，香港中止模擬電視廣播。全部轉用數碼電視廣播。

## 电视机的划分
显示技术划分：
- 机械式电视
- 电子式电视
- 黑白电视机
- 彩色电视机

显示器内形划分：
- 阴极射线管显示器
- 背投电视
- 液晶顯示器
- 等離子顯示器（电漿电视）
- 發光二極管顯示器
- 高清电视
- 3D电视

「注：電視機的尺寸大小是以螢幕或映像管的可視範圍的對角線長度來表示的。」

## 相關
- 電視
- 显示器
- 遙控器
- 电视节目
- 电视台
- 电视台列表